# Рассел-сквер (станція метро)
51°31′23″ пн. ш. 0°07′28″ зх. д. / 51.523056° пн. ш. 0.124444° зх. д.
Рассел-сквер (англ. Russell Square) — станція лінії Пікаділлі Лондонського метро. Розташована у 1-й тарифній зоні, у районі Блумсбері, боро Кемден, між метростанціями Кінгс-кросс-Сент-Панкрас та Голборн. Пасажирообіг на 2017 рік — 11.45 млн осіб.
15. грудня 1906: відкриття станції.

## Пересадки
- На автобуси London Buses маршрутів: 10, 59, 68, 91, 168, 188, працюючий у годину пік експрес X68 та нічні маршрути N91, N98

## Послуги
| Попередня станція        | Лінія | Лінія                            | Лінія | Наступна станція |
| ------------------------ | ----- | -------------------------------- | ----- | ---------------- |
| Кінгс-кросс-Сент-Панкрас |       | Лондонське метро Лінія Пікаділлі |       | Голборн          |